# إياز كندي
إياز كندي هي قرية في مقاطعة بارس أباد، إيران. عدد سكان هذه القرية هو 98 في سنة 2006.